# Lahtis stadsorkester
Sinfonia Lahti (eller Lahtis stadsorkester, finska: Lahden kaupunginorkesteri), är en finländsk symfoniorkester verksam i Lahtis.
Stadsorkestern, som sedan 1949 verkar på professionell bas, bestod 2005 av 67 musiker, uppträder i Sibeliushuset som har en konsertsal helt i trä, uppförd 2000. Osmo Vänskä var chefsdirigent för Sinfonia Lahti fram till 2008, och från nämna år hedersdirigent. Dalia Stasevska är chefsdirigent sedan hösten 2021. Genom sin medverkan vid inspelningen av Jean Sibelius samlade verk har Sinfonia Lahti nått internationell berömmelse och har konserterat i Tyskland, Ryssland, Frankrike, Sverige, Spanien, Japan och USA.